# Frano Mirakaj
Frano Mirakaj też jako: Fran Miraka (ur. 13 sierpnia 1916 we wsi Iballë k. Puki, zm. 4 marca 1946 w Szkodrze) – albańska ofiara prześladowań komunistycznych, błogosławiony Kościoła katolickiego.

## Życiorys
Uczył się w szkole prowadzonej przez jezuitów. Pracował jako pasterz i kupiec. W 1934 roku ożenił się z Prendą Aliją Kamerin. 24 grudnia 1945 roku został aresztowany przez funkcjonariuszy Departamentu Obrony Ludu, wspólnie z 38 innymi osobami podejrzewanymi o związki z antykomunistyczną organizacją Bashkimi Shqiptar (Związek Albański). Do aresztowania Mirakaja przyczynił się także fakt, że kilku jego krewnych uciekło z kraju, kiedy władzę w Albanii przejęli komuniści. Mirakaj był oskarżany na procesie pokazowym, który odbył się w dniach 31 stycznia – 22 lutego 1946 roku w szkoderskim kinie Rozafat. 22 lutego został skazany przez Sąd Okręgowy w Szkodrze (przew. Frederik Nosi), na karę śmierci przez rozstrzelanie. Sąd II instancji w Tiranie potwierdził wyrok. Mirakaj został rozstrzelany 4 marca 1946 roku na przedmieściach Szkodry, w miejscu zwanym Zall të Kirit (według innej wersji, we wrześniu 1946 roku).
Mirakaj znajduje się w gronie 38 Albańczyków, którzy 5 listopada 2016 roku w Szkodrze zostali ogłoszeni błogosławionymi. Beatyfikacja ofiar komunizmu, którzy zginęli „in odium fidei” została zaaprobowana przez papieża Franciszka 26 kwietnia 2016 roku.